# Joseph-Désiré Job
Joseph-Désiré Job (Vénissieux, 1 de dezembro de 1977) é um ex-futebolista profissional nascido na França, naturalizado camaronês, que atuava como atacante, disputou a Copa do Mundo de 1998 e 2002.

## Carreira
Job representou o elenco da Seleção Camaronesa de Futebol no Campeonato Africano das Nações de 2008.

## Títulos

#### Camarões
- Copa das Nações Africanas: 2000
- Copa das Confederações de 2003: Vice-campeão